# Lepisanthes oligophylla
Lepisanthes oligophylla là một loài thực vật có hoa trong họ Bồ hòn. Loài này được (Merr. & Chun) N.H. Xia & Gadek mô tả khoa học đầu tiên năm 2007.